# Einstein-Szilárd-Brief

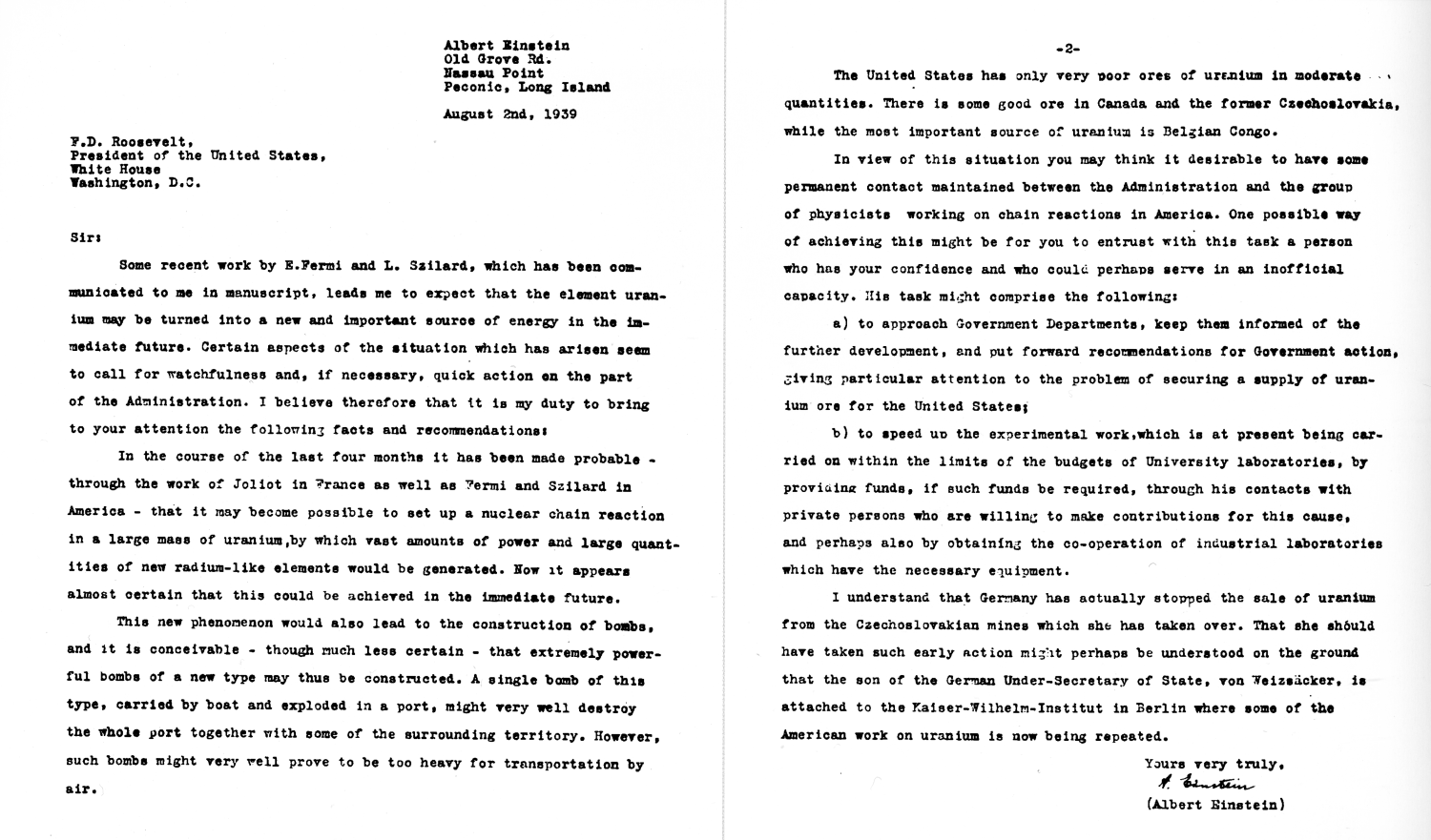
Kopie des Briefes

Der Einstein-Szilárd-Brief vom 2. August 1939 war ein von Leó Szilárd verfasstes und von Albert Einstein unterzeichnetes Schreiben an US-Präsident Franklin D. Roosevelt, in dem sie diesen auf die Konsequenzen der kurz zuvor in Nazi-Deutschland erfolgten Entdeckung der Kernspaltung hinwiesen, insbesondere auf den möglichen Bau von Atombomben.
Szilárd warnte Roosevelt in Absprache mit seinen ungarischen Physikerkollegen Edward Teller und Eugene Wigner davor, dass deutsche Wissenschaftler solche Bomben entwickeln könnten – was sie im Uranprojekt tatsächlich versuchten – und schlug vor, dass die Vereinigten Staaten ein eigenes Atomforschungsprogramm starten sollten. Der Brief veranlasste Roosevelt zum Handeln. Die USA entwickelten im Rahmen des Manhattan-Projekts die ersten Kernwaffen, die fast genau sechs Jahre nach Unterzeichnung des Briefs Hiroshima und Nagasaki zerstörten.

## Hintergrund

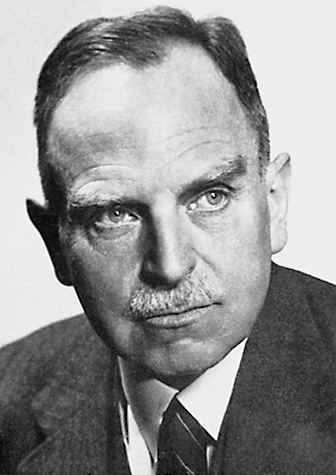
Otto Hahn, 1938

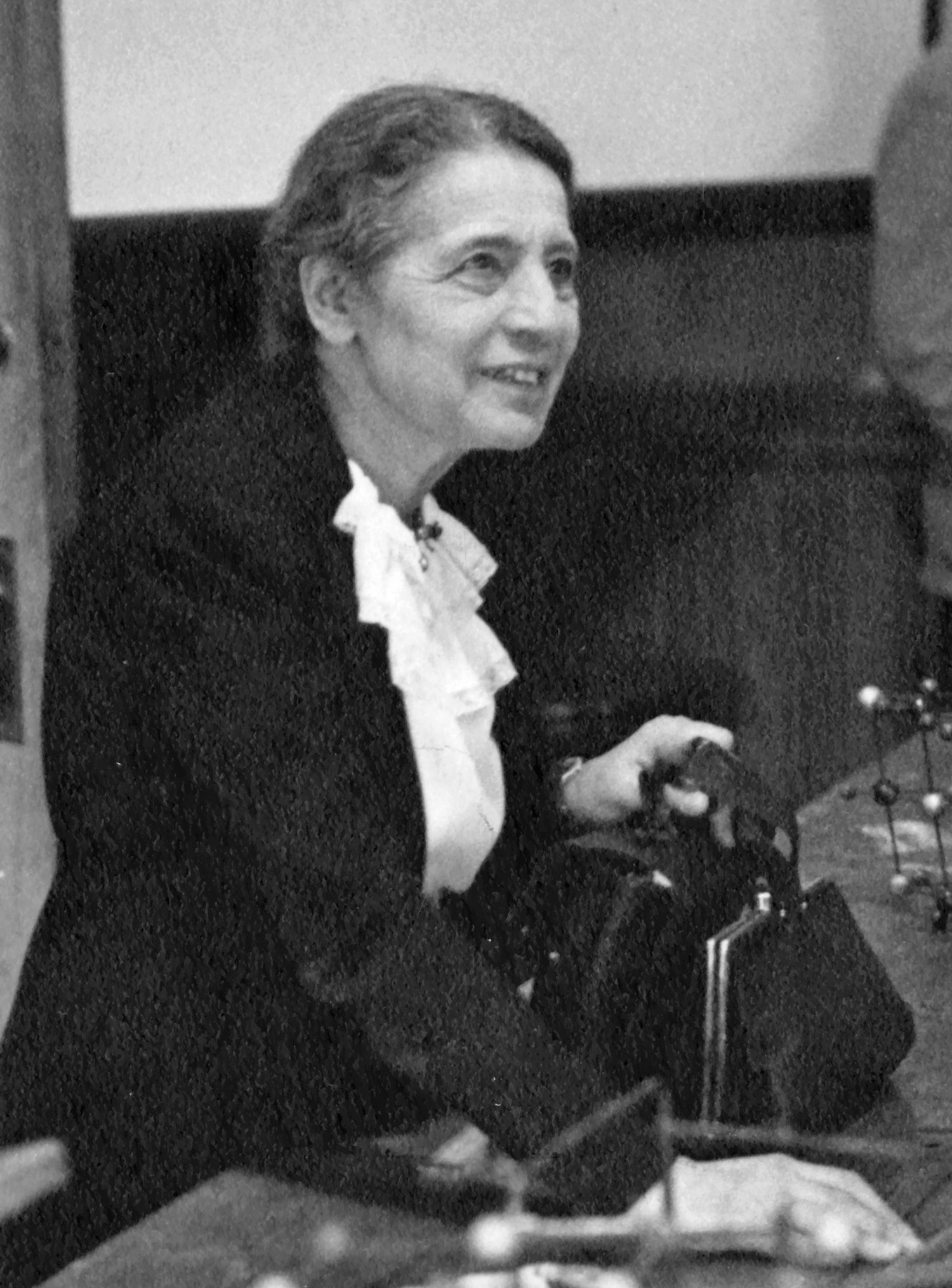
Lise Meitner, um 1946

In der wissenschaftlichen Fachzeitschrift Die Naturwissenschaften vom 6. Januar 1939 veröffentlichten Otto Hahn und Fritz Straßmann die Ergebnisse eines Experiments, bei dem sie Uran mit Neutronen bestrahlt hatten. Von Hahn um ihre Einschätzung gebeten, identifizierte Lise Meitner, seine ehemalige Mitarbeiterin, die vor dem NS-Regime ins Exil nach Schweden geflohen war, diese Ergebnisse in der Ausgabe von Nature vom 11. Februar 1939 als Kernspaltung. Zugleich hatte sie errechnet, dass dabei die enorme Energiemenge von 200 Megaelektronenvolt (MeV) pro gespaltenem Urankern freigesetzt wurde.
Die Entdeckung der Kernspaltung weckte weltweit großes Interesse bei Physikern. Der dänische Physiker Niels Bohr machte sie in den Vereinigten Staaten während der am 26. Januar 1939 eröffneten Fünften Washingtoner Konferenz über Theoretische Physik bekannt. Die Ergebnisse von Hahn, Straßmann und Meitner wurden schnell von Experimentalphysikern bestätigt, vor allem von Enrico Fermi und John Ray Dunning an der Columbia University.
Der ungarische Physiker Leó Szilárd erkannte, dass die Neutronen-getriebene Spaltung schwerer Atome zur Erzeugung einer nuklearen Kettenreaktion genutzt werden könnte, die riesige Mengen an Energie für die Stromerzeugung oder für Atombomben liefern könnte. Er hatte diese Idee erstmals 1933 in London formuliert und patentieren lassen, nachdem er die abfälligen Bemerkungen von Ernest Rutherford über die Energiegewinnung aus dem Experiment seines Teams von 1932 gelesen hatte, bei dem Protonen zur Spaltung von Lithium verwendet worden waren. Szilárd war es allerdings nicht gelungen, eine neutronengetriebene Kettenreaktion mit neutronenreichen leichten Atomen zu erreichen. Wenn die Anzahl der in einer neutronengetriebenen Kettenreaktion erzeugten sekundären Neutronen größer als eins wäre, könnte theoretisch jede solche Reaktion mehrere zusätzliche Reaktionen auslösen, was eine exponentiell steigende Anzahl von Reaktionen verursachen würde. Szilárd und Fermi bauten an der Columbia University, wo George Braxton Pegram (1876–1958) die Physikabteilung leitete, gemeinsam einen Kernreaktor aus Natururan. Es herrschte Uneinigkeit darüber, ob die Spaltung durch Uran-235 (das weniger als ein Prozent des natürlichen Urans ausmachte) oder durch das häufiger vorkommende Uran-238-Isotop erzeugt wurde, wie Fermi behauptete. Fermi und Szilárd führten eine Reihe von Experimenten durch und kamen zu dem Schluss, dass eine Kettenreaktion in natürlichem Uran möglich sein könnte, wenn sie einen geeigneten Neutronenmoderator finden könnten. Sie stellten fest, dass die Wasserstoffatome im Wasser (H2O) die Neutronen verlangsamten und dazu neigten, sie einzufangen. Szilárd schlug vor, Kohlenstoff als Moderator zu verwenden. Für den Bau eines Reaktors benötigten sie große Mengen an Kohlenstoff und Uran. Szilárd war überzeugt, dass es gelingen würde, wenn man die Materialien beschaffen könnte.
Szilárd befürchtete, dass auch deutsche Wissenschaftler dieses Experiment versuchen könnten. Der deutsche Kernphysiker Siegfried Flügge publizierte im August 1939 zwei einflussreiche Artikel über die mögliche Nutzung der Kernenergie. Szilárds Furcht rührte daher, dass er – wie auch Teller, Wigner und Lise Meitner – Juden waren, die nach der Machtübernahme des NS-Regimes aus Deutschland hatten fliehen müssen und Hitler seit Jahren eine zunehmend aggressive Außenpolitik betrieb.
Nachdem Szilárd und Einstein die Problematik mit Wigner erörtert hatten, beschlossen sie, die Regierung Belgiens (Premierminister war Hubert Pierlot) zu warnen, weil es in der Kolonie Belgisch Kongo große Uranerzvorkommen gab und weil Nazi-Deutschland sich die Vorkommen in der besetzten Tschechoslowakei bereits gesichert hatte. Wigner hielt Einstein für einen geeigneten Übermittler, weil dieser die Belgische Königsfamilie kannte. Szilárd wiederum kannte Einstein gut. Beide hatten von 1926 bis 1930 an der Entwicklung des “Einstein-Kühlschranks” gearbeitet.

## Korrespondenz mit staatlichen Stellen

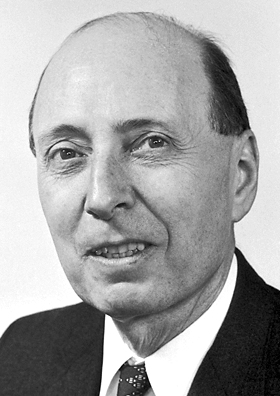
Eugene Paul Wigner, 1963

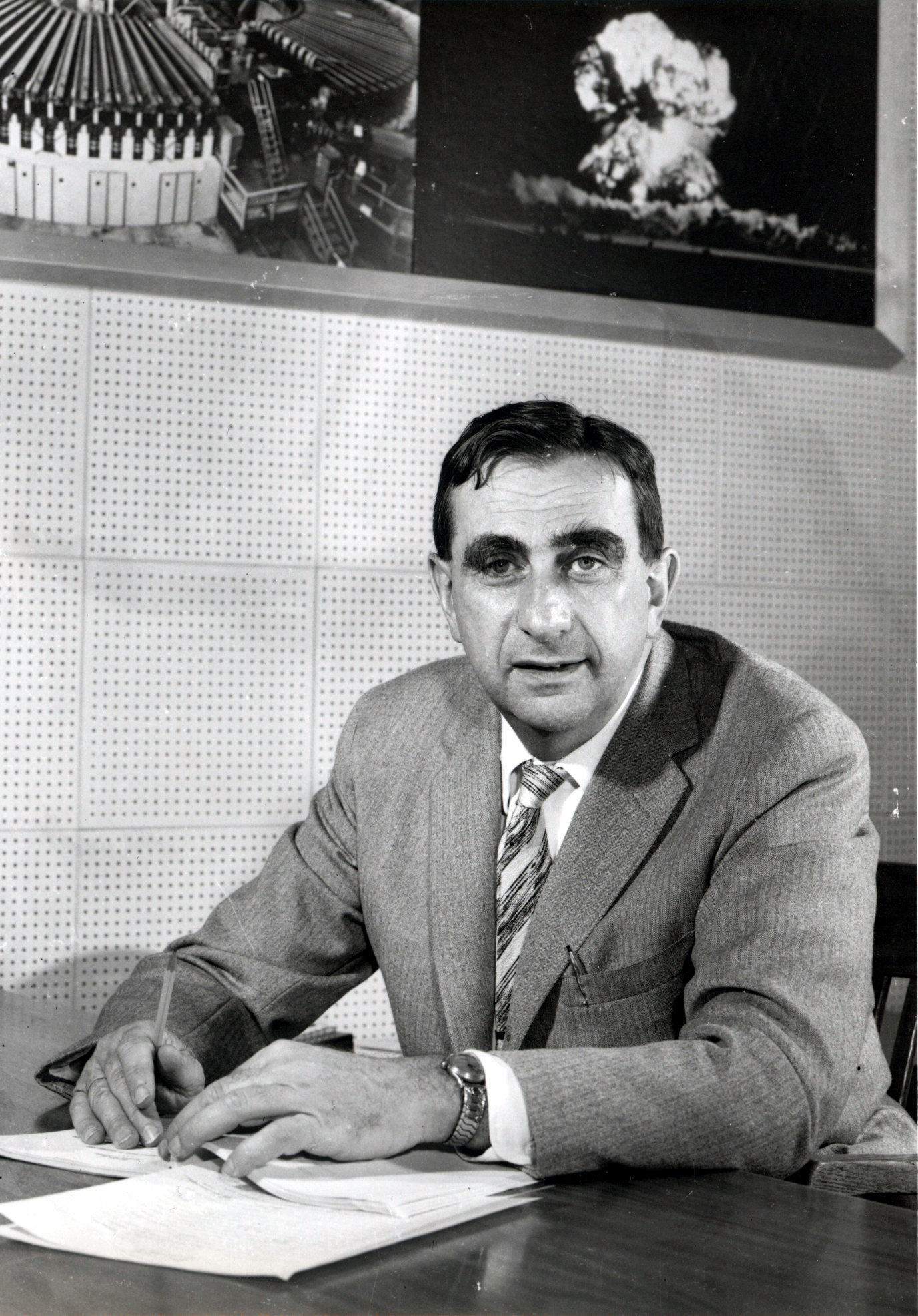
Edward Teller, 1958

Am 12. Juli 1939 fuhren Szilárd und Wigner zu Einstein nach Cutchogue auf der New Yorker Insel Long Island. Als sie über die Möglichkeit von Atombomben sprachen, antwortete Einstein: „Daran habe ich gar nicht gedacht“ (englisch „I did not even think about that“).

### Briefe an die belgische Regierung und ans US-Außenministerium
Szilárd diktierte für den belgischen Botschafter in den Vereinigten Staaten einen Brief in deutscher Sprache. Wigner schrieb ihn ab und Einstein unterschrieb ihn. Auf Wigners Anregung hin verfassten sie auch einen Brief an das Außenministerium der Vereinigten Staaten, in dem sie erklärten, was sie taten und warum und gaben dem Außenministerium zwei Wochen Zeit für eine Antworten, falls es Einwände gäbe.

### Brief an Roosevelt
Damit blieb immer noch das Problem, staatliche Unterstützung für die Uranforschung zu erhalten. Ein anderer Freund Szilárds, der österreichische Wirtschaftswissenschaftler Gustav Stolper, schlug vor, sich an Alexander Sachs (1893–1973) zu wenden, der Zugang zu Präsident Franklin D. Roosevelt hatte. Sachs erzählte Szilárd, dass er bereits mit dem Präsidenten über Uran gesprochen hätte, dass aber Fermi und Pegram berichtet hätten, dass die Aussichten für den Bau einer Atombombe gering seien. Er sagte Szilárd zu, den Brief zu überbringen, schlug aber vor, dass er von jemandem mit mehr Prestige kommen sollte. Für Szilárd war wiederum Einstein die naheliegende Wahl. Sachs und Szilárd entwarfen einen mit Rechtschreibfehlern durchsetzten Brief und schickten ihn an Einstein.
Auch Szilárd machte sich am 2. August wieder selbst auf den Weg nach Long Island. Da Wigner nicht verfügbar war, ließ er sich diesmal von Edward Teller fahren. Nachdem er den Entwurf erhalten hatte, diktierte Einstein den Brief zunächst auf Deutsch. Nach seiner Rückkehr an die Columbia University diktierte Szilárd den Brief auf Englisch einer jungen Stenografin der Abteilung, Janet Coatesworth. Sie erinnerte sich später, dass sie, als Szilárd extrem starke Bomben erwähnte, „sicher war, dass sie für einen Verrückten arbeitete“. Der Schluss des Briefes mit „Yours truly, Albert Einstein“ änderte nichts an diesem Eindruck. Sowohl der englische Brief als auch ein längerer erläuternder Brief wurden Einstein zur Unterschrift zugeschickt.
Das Schreiben an Präsident Roosevelt vom 2. August, warnte im dritten Absatz vor der möglichen Nutzung von Uran zum Bau einer verheerenden Bombe und im letzten Absatz vor der Möglichkeit, dass der deutschen Regierung dies bereits bekannt sein könnte. Der Brief empfahl der US-Regierung, sich über die Uranforschung auf dem Laufenden zu halten, sich den Zugang zu Uran zu sichern und für die Finanzierung der Forschungsaktivitäten zu sorgen.
Auf Deutsch lautet der gesamte Brief wie folgt:

„Sir:
Einige neuere Arbeiten von E. Fermi und L. Szilard, die mir in Manuskriptform mitgeteilt wurden, lassen mich erwarten, dass das Element Uran in unmittelbarer Zukunft zu einer neuen und wichtigen Energiequelle werden kann. Bestimmte Aspekte der dadurch entstandenen Situation scheinen Wachsamkeit und, falls nötig, schnelles Handeln seitens der Regierung zu erfordern. Ich halte es daher für meine Pflicht, Ihnen die folgenden Fakten und Empfehlungen zur Kenntnis zu bringen.
Im Laufe der letzten vier Monate wurde durch die Arbeiten von Joliot in Frankreich sowie von Fermi und Szilard in Amerika wahrscheinlich gemacht, dass es möglich sein könnte, in einer großen Masse Uran eine nukleare Kettenreaktion in Gang zu setzen, durch die gewaltige Mengen an Energie und große Mengen an neuen radiumähnlichen Elementen erzeugt würden. Mittlerweile scheint es fast sicher zu sein, dass dies in naher Zukunft erreicht werden könnte.
Dieses neue Phänomen würde auch zum Bau von Bomben führen, und es ist denkbar - wenn auch weit weniger sicher -, dass auf diese Weise extrem starke Bomben gebaut werden können. Eine einzige Bombe dieser Art, die auf einem Schiff transportiert und in einem Hafen zur Explosion gebracht würde, könnte sehr wohl den gesamten Hafen und einen Teil des umliegenden Gebiets zerstören. Für den Transport auf dem Luftweg könnten sich solche Bomben jedoch als zu schwer erweisen.
Die Vereinigten Staaten verfügen nur über sehr schlechte Uranerze in mäßigen Mengen. Es gibt einige gute Erze in Kanada und in der ehemaligen Tschechoslowakei, während sich die wichtigste Uranquelle in Belgisch-Kongo befindet.
Angesichts dieser Situation halten Sie es vielleicht für wünschenswert, dass ein ständiger Kontakt zwischen der Regierung und der Gruppe von Physikern, die in Amerika an Kettenreaktionen arbeiten, aufrechterhalten wird. Eine Möglichkeit, dies zu erreichen, könnte darin bestehen, dass Sie diese Aufgabe einer Person übertragen, die Ihr Vertrauen genießt und die vielleicht inoffiziell tätig sein könnte. Ihre Aufgabe könnte Folgendes umfassen:
a) an die Regierungsstellen heranzutreten, sie über die weitere Entwicklung auf dem Laufenden zu halten und Empfehlungen für das Handeln der Regierung auszusprechen, wobei sie dem Problem, die Versorgung der Vereinigten Staaten mit Uranerz sicherzustellen, besondere Aufmerksamkeit widmet.
b) die experimentellen Arbeiten zu beschleunigen, die derzeit im Rahmen der Budgets der Universitätslaboratorien durchgeführt werden, indem sie durch ihre Kontakte zu Privatpersonen, die bereit sind, für diesen Zweck zu spenden, und vielleicht auch durch die Zusammenarbeit mit Industrielaboratorien, die über die erforderliche Ausrüstung verfügen, Geldmittel bereitstellt, falls solche Mittel erforderlich sind.
Soweit ich weiß, hat Deutschland den Verkauf von Uran aus den tschechoslowakischen Minen, die es übernommen hat, bereits gestoppt. Dass es so frühzeitig gehandelt hat, ist vielleicht dadurch zu erklären, dass der Sohn des deutschen Staatssekretärs von Weizsäcker, dem Kaiser-Wilhelm-Institut  in Berlin angehört, wo einige der amerikanischen Arbeiten über Uran derzeit wiederholt werden.
Hochachtungsvoll
A. Einstein“

Zum Zeitpunkt des Schreibens wurde das für eine Spaltungskettenreaktion erforderliche Material auf mehrere Tonnen geschätzt. Sieben Monate später wurde in einem Durchbruch in Großbritannien die notwendige kritische Masse auf weniger als 10 Kilogramm geschätzt, so dass die Lieferung einer Bombe auf dem Luftweg möglich wurde.

### Zustellung

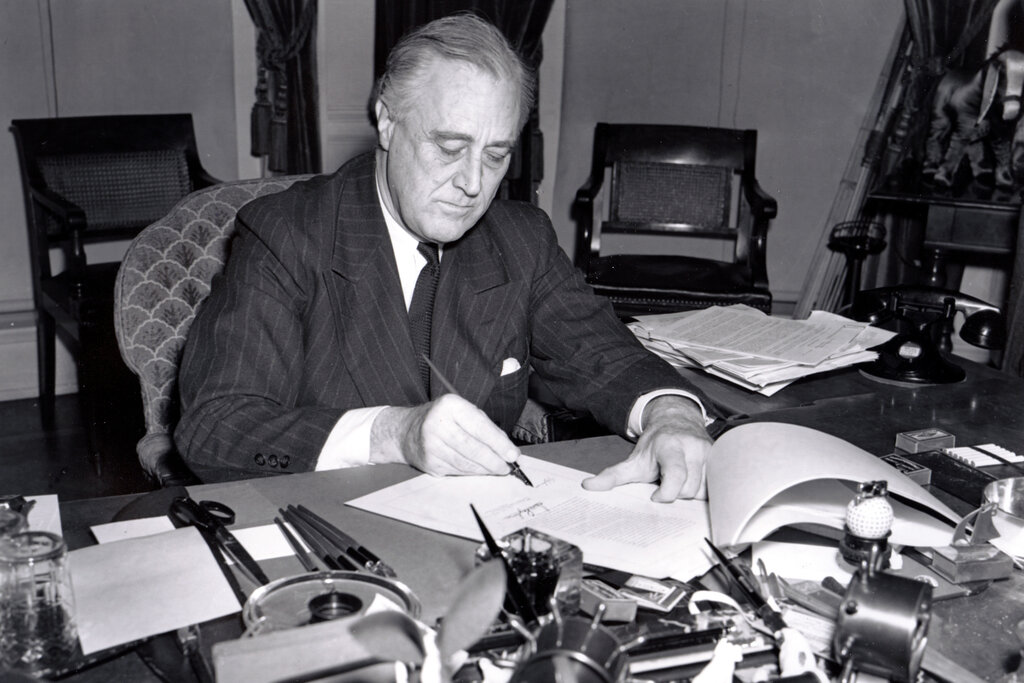
Präsident Roosevelt, 1941

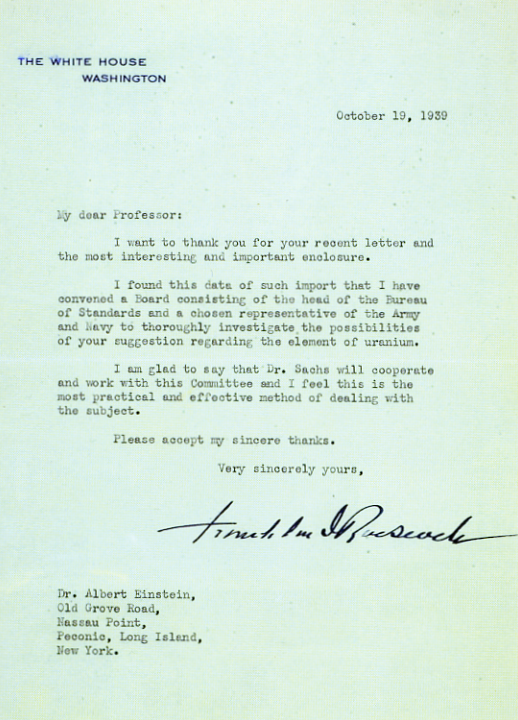
Roosevelt's Antwortschreiben

Der Einstein-Szilárd-Brief wurde von Einstein unterzeichnet und an Szilárd zurückgeschickt, der ihn am 9. August erhielt. Szilárd übergab Sachs am 15. August sowohl den kurzen als auch den langen Brief, zusammen mit einem eigenen Schreiben. Sachs bat die Mitarbeiter des Weißen Hauses um einen Termin bei Präsident Roosevelt, doch bevor ein solcher vereinbart werden konnte, geriet die Regierung durch den deutschen Überfall auf Polen, mit dem der Zweite Weltkrieg begann, in eine Krise. Sachs verschob daraufhin seinen Termin bis Oktober, damit der Präsident dem Brief die gebührende Aufmerksamkeit schenken konnte und erhielt am 11. Oktober einen Termin. An diesem Tag traf er sich mit dem Präsidenten, dem Sekretär des Präsidenten, Brigadegeneral Edwin „Pa“ Watson (1883–1945) und zwei Munitionsexperten, Oberstleutnant Keith F. Adamson und Kommandant Gilbert C. Hoover. Roosevelt fasste das Gespräch wie folgt zusammen: „Alex, Sie wollen doch nur verhindern, dass die Nazis uns in die Luft jagen.“
Roosevelt dankte Einstein in einem Antwortschreiben und teilte ihm mit:

„Ich fand diese Daten so wichtig, dass ich ein Gremium einberufen habe, das aus dem Leiter des National Institute of Standards and Technology und einem ausgewählten Vertreter der Armee und der Marine besteht, um die Möglichkeiten Ihres Vorschlags bezüglich des Elements Uran gründlich zu untersuchen.“

Einstein sandte am 7. März 1940 und am 25. April 1940 zwei weitere Briefe an Roosevelt, in denen er Maßnahmen zur Kernforschung forderte. Szilárd entwarf einen vierten Brief, der von Einstein unterschrieben werden sollte und in dem der Präsident aufgefordert wurde, sich mit Szilárd zu treffen, um die Kernenergiepolitik zu diskutieren. Er war auf den 25. März 1945 datiert, erreichte Roosevelt aber nicht mehr vor seinem Tod am 12. April 1945.

## Folgen

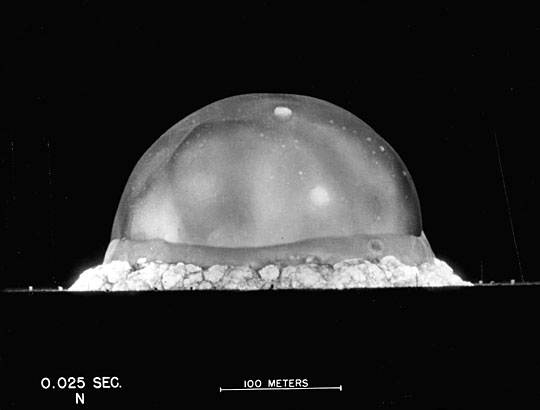
Die Zündung der ersten Atombombe am 16. Juli 1945

Roosevelt befand, das Schreiben erfordere Maßnahmen und genehmigte die Einsetzung des Advisory Committee on Uranium (deutsch „Beratenden Ausschusses für Uran“), auch bekannt als S-1 Executive Committee. Dessen Vorsitz übernahm Lyman James Briggs, der Direktor des Bureau of Standards (des heutigen National Institute of Standards and Technology), die weiteren Mitglieder waren Adamson und Hoover. Der Ausschuss trat am 21. Oktober 1939 zum ersten Mal zusammen. An der Sitzung nahmen auch Fred L. Mohler vom Bureau of Standards, Richard B. Roberts vom Carnegie Institution of Washington (CIW) sowie Szilárd, Teller und Wigner teil. Adamson stand dem Bau einer Atombombe skeptisch gegenüber, war aber bereit, 6.000 Dollar (100.000 Dollar in heutigen Dollar) für den Kauf von Uran und Graphit für das Experiment von Szilárd und Fermi zu bewilligen.
Das Advisory Committee on Uranium stand am Anfang der Bemühungen der US-Regierung um die Entwicklung einer Atombombe, verfolgte die Entwicklung einer Waffe jedoch nicht mit Nachdruck. Es wurde 1940 vom National Defense Research Committee (NDRC; deutsch Nationales Komitee für Verteidigungsforschung) und 1941 vom Office of Scientific Research and Development (OSRD; deutsch „Amt für wissenschaftliche Forschung und Entwicklung“) abgelöst. Das Frisch-Peierls-Memorandum und die britischen Maud-Berichte veranlassten Roosevelt schließlich, im Januar 1942 eine umfassende Entwicklungsarbeit zu genehmigen. Im Juni 1942 übernahm das Manhattan [Engineer] District (Tarnbezeichnung) des United States Army Corps of Engineers die Forschung an der Kernspaltung und leitete ein umfassendes Bombenentwicklungsprogramm ein, das als Manhattan-Projekt bekannt wurde.
Einstein arbeitete nicht am Manhattan-Projekt mit. Die Armee und Vannevar Bush verweigerten ihm im Juli 1940 die erforderliche Arbeitsfreigabe mit der Begründung, dass seine pazifistische Gesinnung und seine Berühmtheit ihn zu einem Sicherheitsrisiko machten. Zumindest eine Quelle besagt, dass Einstein heimlich einige Gleichungen zum Manhattan-Projekt beisteuerte. Einstein durfte als Berater für das United States Navy Bureau of Ordnance (BuOrd)  arbeiten. Er hatte keine Kenntnis von der Entwicklung der Atombombe und keinen Einfluss auf die Entscheidung über den Abwurf der Bombe. Laut Linus Pauling bedauerte Einstein später die Unterzeichnung des Briefes, weil sie zur Entwicklung und zum Einsatz der Atombombe im Kampf führte und fügte hinzu, Einstein habe seine Entscheidung mit der größeren Gefahr begründet, dass Nazi-Deutschland die Bombe zuerst entwickeln würde. 1947 sagte Einstein dem Nachrichtenmagazin Newsweek: „Hätte ich gewusst, dass es den Deutschen nicht gelingen würde, eine Atombombe zu entwickeln, hätte ich nichts getan.“